# ایلاریا سالواتوری
ایلاریا سالواتوری (ایتالیایی: Ilaria Salvatori؛ زادهٔ ۵ فوریهٔ ۱۹۷۹) شمشیرباز اهل ایتالیا بود.